# José Paulo de Andrade
José Paulo de Andrade (São Paulo, 18 de maio de 1942 — São Paulo, 17 de julho de 2020) foi um jornalista, radialista e apresentador de TV brasileiro. Participou dos programas de rádio O Pulo do Gato e Jornal da Bandeirantes Gente, da Rádio Bandeirantes.

## Carreira
Filho de Paulo da Silva Andrade, natural de Franca (interior de São Paulo), e de Maria Capilupi, argentina filha de imigrantes italianos, José Paulo de Andrade começou sua carreira profissional em 1960, aos dezoito anos, como radioescuta do plantão esportivo da Rádio América de São Paulo, aliando sua paixão pelo futebol ao prazer pelo trabalho.
Em 1962, também interessado em uma carreira acadêmica, prestou vestibular para Direito na Faculdade de Direito da Universidade de São Paulo. Conseguiu iniciar o curso, mas acabou por interrompê-lo devido ao seu trabalho no rádio, já então intenso. Voltaria depois a estudar, formando-se pela FMU em 1973. Em 1963 transferiu-se para a Rádio Bandeirantes, onde passou a atuar como locutor esportivo, função que exerceria durante quatorze anos. Depois atuou no jornalismo geral, como apresentador e comentarista. Entre os jornalísticos que apresentou, destacam-se Titulares da Notícia, Jornal de São Paulo, Rede Cidade, Band Cidade e Entrevista Coletiva. José Paulo faz aparições também na Rede Bandeirantes de Televisão, principalmente atuando em debates políticos. Na mesma emissora, interpretou Don Diego/Zorro em As Aventuras do Zorro, de 1969.
José Paulo de Andrade também foi o sucessor do radialista Vicente Leporace, morto em abril de 1978, que apresentava o programa O Trabuco. O programa foi substituído naquele ano pelo Jornal Gente (Jornal Bandeirantes Gente), permanecendo por 35 anos no ar com o mesmo trio que lhe deu início, Salomão Ésper, Joelmir Beting e o próprio José Paulo de Andrade. Com a morte de Joelmir em novembro de 2012, assumiu o seu lugar o jornalista Rafael Colombo.

### O Pulo do Gato
Considerado o mais importante trabalho da carreira de José Paulo, o programa O Pulo do Gato estreou em 1973 e foi apresentado ininterruptamente pelo radialista até 2020, ano de sua morte. O programa jornalístico é o recordista no rádio brasileiro, como tendo o mesmo apresentador e sendo apresentado no mesmo horário. Em 2009, o apresentador foi eleito pela revista Veja SP como uma das pessoas que são "a cara de São Paulo", tendo completado naquele ano 36 anos de programa.
Em fevereiro de 2013, o radialista completou cinquenta anos na Rádio Bandeirantes e em 2 de abril do mesmo ano, O Pulo do Gato completou quarenta anos no ar.

## Morte
No início de julho de 2020, José Paulo foi diagnosticado com COVID-19, depois de dois anos em tratamento contra um enfisema pulmonar, que se agravou com a infecção pelo vírus. Na manhã do dia 17 de julho de 2020, aos 78 anos, o jornalista morreu no Hospital Israelita Albert Einstein, em São Paulo, depois de dez dias internado. "Zé Paulo", como era conhecido, era casado e tinha dois filhos.
Torcedor apaixonado do São Paulo, o clube prestou ao jornalista uma homenagem póstuma, publicando uma nota de pesar.

## Filmografia

### Televisão
| Ano       | Nome                 | Cargo        |
| --------- | -------------------- | ------------ |
| 1975–1977 | Titulares da Notícia | Apresentador |
| 1977–1979 | Jornal Bandeirantes  | Apresentador |
| 1983–1993 | Jornal de São Paulo  | Apresentador |
| 1993–1998 | Entrevista Coletiva  | Apresentador |
| 1993–1999 | Rede Cidade SP       | Apresentador |
| 1999–2001 | Band Cidade SP       | Apresentador |

### Rádio
| Ano       | Nome           | Cargo  | Emissora           |
| --------- | -------------- | ------ | ------------------ |
| 1973–2020 | O Pulo do Gato | Ancôra | Rádio Bandeirantes |
| 1978–2020 | Jornal Gente   | Ancôra | Rádio Bandeirantes |